# Oryx
Gli orici sono un gruppo di quattro specie di antilopi che costituiscono il genere Oryx. Sono antilopi di grandi dimensioni, dotate di corna imponenti; tre specie sono africane, una quarta si trova in Arabia.

## Classificazione
Le quattro specie di oryx note sono:
- l'orice gazzella (Oryx gazella)
- l'orice beisa (Oryx beisa, talvolta classificata come sottospecie dell'O. gazella)
- l'orice araba (Oryx leucoryx, la specie di dimensioni più piccole, estinta in natura ma reintrodotta)
- l'orice dalle corna a sciabola (Oryx dammah, dichiarata nel 2000 "specie estinta in natura" dalla IUCN)